# Élections générales espagnoles de 1977 en Castille-La Manche
Les élections générales espagnoles de 1977 se sont tenues le 15 juin 1977.